# Rod Lyon

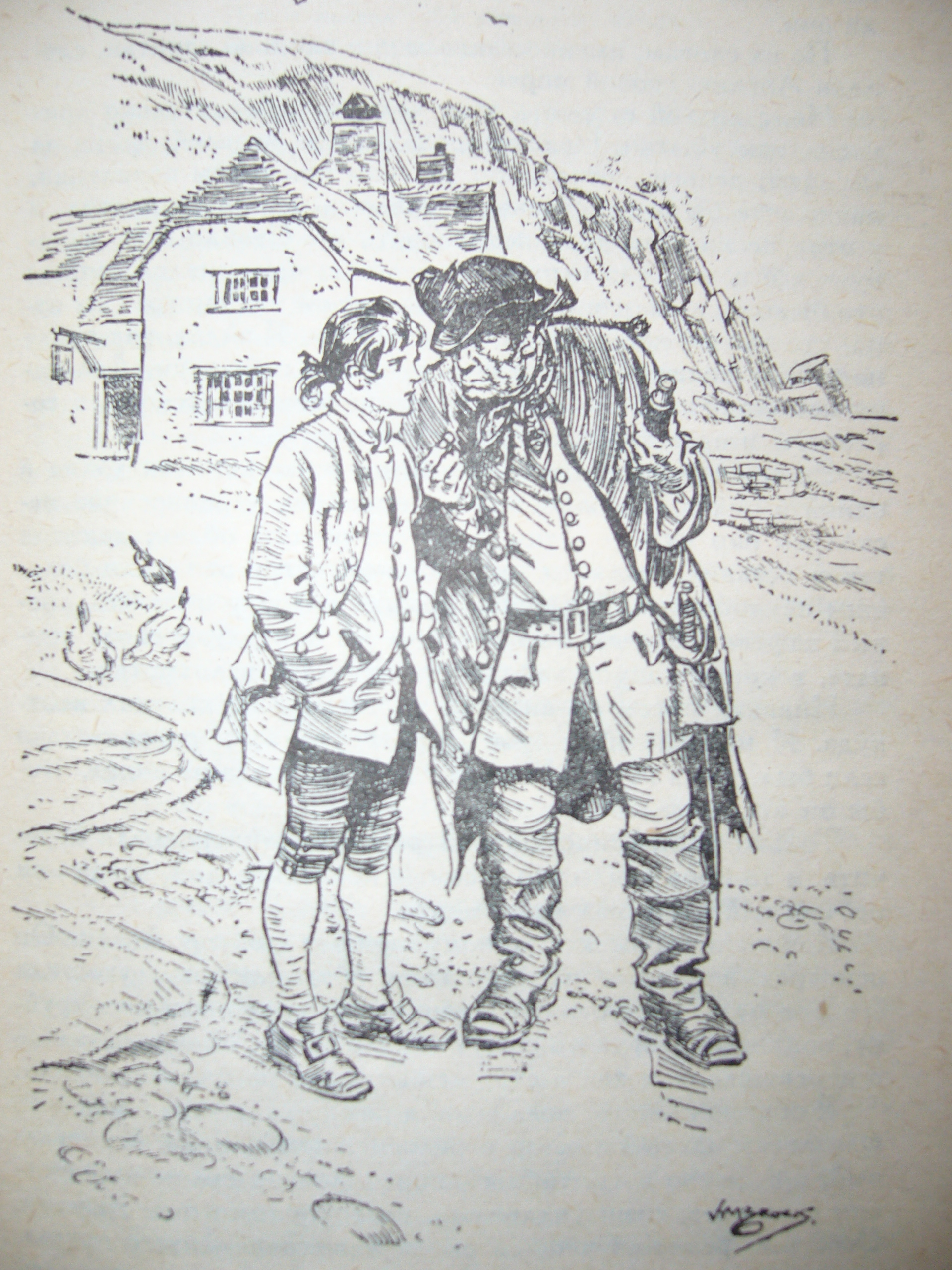
Jim and Billy, da L'isola del tesoro di R.L. Stevenson.

Rod Lyon (Newquay, 13 gennaio 1936) è un ingegnere, scrittore e giornalista britannico, tra i massimi esponenti della lingua cornica scritta e parlata.

## Biografia
Rod Lyon, conosciuto anche con il nome d'arte bardico di "Tewennow", è laureato in ingegneria civile presso il Politecnico di Oxford. Dopo avere lavorato alcuni anni sulle navi, ha lavorato fino al pensionamento come funzionario pubblico locale. È stato Grande Bardo del Gorseth Kernow (Festival della Cornovaglia) dal 2003 al 2006, dove ha adottato il suo nome d'arte. Si occupa soprattutto della diffusione della lingua cornica per mezzo di molti scritti e trasmissioni radio. È membro del Gorseth Kernow, della Kowethas an Yeth Kernewek - Cornish Language Society (Società della lingua cornica) e della British Astronomical Association (Associazione astronomica britannica). Tra i suoi contributi alla letteratura cornica moderna è degna di nota la  traduzione de L'isola del tesoro di Robert Louis Stevenson (Enys Tresor, 1984). È stato, dal marzo del 1989 al gennaio del 2014, il lettore del Giornale Radio in lingua cornica An Nowodhow (Le notizie), che viene trasmesso tutte le domeniche alle 17,00 ora locale (18,00 ora italiana) sul canale locale Radio Cornwall (Radio Cornovaglia) della BBC.
Rod Lyon fu il secondo, dopo Tim Saunders, a proporre, con il suo libro Everyday Cornish del 1984, una riforma modernizzatrice della lingua cornica "unificata"; ma la sua proposta non ebbe seguito. Dopo l'elaborazione, da parte di Ken George, del "cornico comune" nel 1986, e la sua adozione ufficiale da parte del Kesva an Taves Kernewek - Cornish Language Board (Comitato della Lingua Cornica) nel 1987, sulle prime Rod Lyon difese lo stile classico "unificato"; ma in seguito accettò lo stile riformato "comune", con il quale sono scritte le sue ultime opere letterarie del 2000 e del 2003.

## Opere
- R.L. (Translated by), Enys Tresor, 1984
- R.L., Everyday Cornish, Dyllansow Truran, Redruth, 1984
- R.L. and John Pengilly, Notes on Spoken Cornish, Dyllansow Truran, Redruth, 1987
- R.L., Kemmendyans dhe'n Breselyow a Gernow, 2000, ISBN 1-899342-51-6
- R.L., Sam, 2003